# Germán III de Baden
Germán III de Baden (h. 1105 - Backnang, 16 de enero de 1160), apodado el Grande, fue margrave de Verona y de Baden. Gobernó el margraviato de Baden desde 1130 hasta 1160. 
Era el hijo de Germán II de Baden y de Judit de Hohenberg. Devoto de los Staufen, Germán III entró en conflicto con sus parientes de Zähringen-Suabia. En 1140 participó en el asedio del castillo de Weibtreu y recibió el bailío de Selz en Alsacia.
En 1151 el margraviato de Verona fue tomado por Otokar III de Estiria y se lo transfirió a Germán III. Existe una acta de donación de 1153, en la que se afirma que Federico I compró a Germán III el castillo de Besigheim. Combatió en Lombardía en el año 1154 y ayudó al emperador Federico I en el asedio de Milán. Además de combatir en la primera campaña italiana del emperador, Germán III formó parte de la Segunda Cruzada.

## Matrimonio y descendencia
Se casó con Berta de Lotaringia (m. después de 1162) en 1134, la hija de Simón I de Lorena y su esposa Adelaida de Lovaina. Más tarde se casó con María de Bohemia después de 1141. Era hija del duque Sobeslav I de Bohemia.
Tuvieron los siguientes hijos:
- Germán IV (m. 13 de septiembre de 1190)[4]
- Gertrudis (m. antes de 1225) que se casó en 1180 con el conde Alberto de Dagsburgo (m. 1211)

Germán III fue enterrado en el monasterio agustino de Backnang.